# Reason (software)
Reason é um popular estúdio virtual de síntese de som, desenvolvido pela empresa sueca Propellerhead Software. A aplicação simula um rack de sintetizadores de hardware, processadores de sinal, misturadores, entre outros, imitando assim o funcionamento real da produção de música electrónica.
A Propellerhead Software foi fundada em 1994 por Ernst Nathorst-Böös, Marcus Zetterquist e Peter Jubel, que ainda ocupam posições de destaque na empresa. Seu primeiro lançamento foi ReCycle, um editor de loops de amostra que pode alterar o andamento de um loop sem afetar a afinação. O meio de exportação foi o próprio formato REX da Propellerhead. O ReCycle foi lançado em conjunto com Steinberg, que o comercializou como um companheiro do Cubase, pois trouxe uma maneira simples de obter controle sobre o tempo e o tempo dos loops de áudio.
A versão 1.0 saiu em novembro de 2000.
Pode-se criar, por exemplo, uma sequência de bateria; e depois salvá-la como um arquivo de extensão wave para ser editado em outros aplicativos.
Em 2009, a Propellerhead lançou uma aplicação semelhante - Record - que permitia gravar áudio; e caso os utilizadores fossem donos de uma Licença de Reason, estes teriam acesso aos dispositivos do Reason dentro da aplicação Record.
Posteriormente, foram introduzidas as funcionalidades do Record, assim como algumas melhorias e novos dispositivos. Na versão atual, é possível comprar novos racks, que funcionam como extensões que habilitam novas possibilidades musicais dentro do programa.
A versão actual é a 11, lançada em 25 de setembro de 2019. É usada pelo SC Prodz.
1. ↑  Poyser, Debbie; Johnson, Derek (Janeiro de 2003). Ernst Nathorst-Böös (em inglês). [S.l.]: Sound On Sound. Consultado em 12 de agosto de 2022
2. ↑  «Announcing Reason 11 - a word from the Product… | Reason Studios». Reason Studios (em inglês). Consultado em 20 de setembro de 2020